# Porter (Maine)
Porter es un pueblo ubicado en el condado de Oxford en el estado estadounidense de Maine. En el Censo de 2010 tenía una población de 1.498 habitantes y una densidad poblacional de 17,6 personas por km².

## Geografía
Porter se encuentra ubicado en las coordenadas 43°50′20″N 70°56′49″O / 43.83889, -70.94694. Según la Oficina del Censo de los Estados Unidos, Porter tiene una superficie total de 85.12 km², de la cual 81.58 km² corresponden a tierra firme y (4.16%) 3.54 km² es agua.

## Demografía
Según el censo de 2010, había 1.498 personas residiendo en Porter. La densidad de población era de 17,6 hab./km². De los 1.498 habitantes, Porter estaba compuesto por el 97.2% blancos, el 0.8% eran afroamericanos, el 0.2% eran amerindios, el 0.47% eran asiáticos, el 0.2% eran isleños del Pacífico, el 0.13% eran de otras razas y el 1% pertenecían a dos o más razas. Del total de la población el 0.6% eran hispanos o latinos de cualquier raza.